# Liste von Opernhäusern in Italien
Die Liste von Opernhäusern in Italien dient der möglichst vollständigen Erfassung größerer und kleinerer Aufführungshäuser in Italien (auch historischer) und ist untergliedert nach Opernhäusern in Nord-, Mittel- und Süditalien. Für eine Teilübersicht mit weiteren Erläuterungen siehe die Liste von Opernhäusern oder die Einzelartikel (auch in der italienischen Wikipedia). Die folgende Übersicht erhebt keinen Anspruch auf Aktualität oder Vollständigkeit.

## Liste

### Norditalien
- Teatro Gaetano Donizetti (Bergamo)
- Teatro Grande (Brescia)
- Teatro Comunale (Bologna)
- Teatro Sociale (Como)
- Teatro Ponchielli (Cremona)
- Teatro Carlo Felice (Genua)
- Teatro Sociale (Mantua)
- Teatro Toniolo (Mestre)
- Teatro alla Scala (Mailand)
- Teatro della Cannobiana (Mailand)
- Teatro Carcano (Mailand)
- Teatro comunale Pavarotti-Freni (Modena)
- Teatro Coccia (Novara)
- Teatro Verdi (Padua)
- Teatro Regio (Parma)
- Teatro Fraschini (Pavia)
- Teatro Municipale (Piacenza)
- Teatro Alighieri (Ravenna)
- Teatro Bonci (Cesena)
- Teatro Ariosto (Reggio Emilia)
- Teatro municipale (Reggio Emilia)
- Teatro Amintore Galli (Rimini)
- Teatro Sociale (Rovigo)
- Teatro Gabriello Chiabrera (Savona)
- Teatro comunale (Thiene)
- Teatro comunale Mario Del Monaco (Treviso)
- Teatro Verdi (Triest)
- Teatro Regio (Turin)
- Teatro La Fenice (Venedig)
- Teatro Filarmonico (Verona)
- Arena di Verona (Verona)
- Teatro comunale Città di Vicenza (Vicenza)

### Mittelitalien
- Teatro Marrucino (Chieti)
- Opera di Firenze (Florenz)
- Teatro degli Industri (Grosseto)
- Teatro Giovanni Battista Pergolesi (Jesi)
- Teatro Goldoni (Livorno)
- Teatro del Giglio (Lucca)
- Sferisterio (Macerata)
- Teatro Rossini (Pesaro)
- Teatro Morlacchi (Perugia)
- Teatro Verdi (Pisa)
- Teatro Costanzi (Rom)
- Teatro delle Muse (Ancona)
- Teatro Ventidio Basso (Ascoli Piceno)
- Teatro Nuovo Gian Carlo Menotti (Spoleto)
- Teatro Comunale (Teramo)
- Teatro Sanzio (Urbino)
- Teatro della Fortuna (Fano)
- Teatro Comunale (Cagli)
- Teatro Bramante (Urbania)

### Süditalien
- Teatro comunale Carlo Gesualdo (Avellino)
- Teatro Petruzzelli (Bari)
- Teatro Piccinni (Bari)
- Teatro Curci (Barletta)
- Teatro comunale Vittorio Emanuele (Benevento)
- Teatro comunale Garibaldi (Bisceglie)
- Teatro Traetta (Bitonto)
- Teatro Lirico di Cagliari (Cagliari)
- Teatro Savoia (Campobasso)
- Teatro Lembo (Canosa di Puglia)
- Teatro Massimo Vincenzo Bellini (Catania)
- Teatro Politeama (Catanzaro)
- Teatro Garibaldi (Lucera)
- Teatro Saverio Mercadante (Cerignola)
- Teatro di tradizione Alfonso Rendano (Cosenza)
- Teatro Umberto Giordano (Foggia)
- Teatro Apollo (Lecce)
- Teatro Politeama Greco (Lecce)
- Teatro Vittorio Emanuele II (Messina)
- Teatro Augusteo (Neapel)
- Teatro San Bartolomeo (Neapel)
- Teatro Bellini (Neapel)
- Teatro Mercadante (Neapel)
- Teatro di San Carlo (Neapel)
- Teatro Sannazaro (Neapel)
- Teatro Garibaldi (Palermo)
- Teatro Massimo (Palermo)
- Teatro Politeama (Palermo)
- Teatro Nicola Antonio Manfroce (Palmi)
- Teatro Francesco Stabile (Potenza)
- Teatro Francesco Cilea (Reggio Calabria)
- Teatro Politeama (Reggio Calabria)
- Teatro Giuseppe Verdi (Salerno)
- Teatro Verdi (San Severo)
- Teatro Garibaldi (Santa Maria Capua Vetere)
- Teatro Comunale (Sassari)
- Teatro Comunale (Syrakus)